# 灵迹圣母堂和圣山圣母堂
灵迹圣母堂（義大利語：Santa Maria dei Miracoli）和圣山圣母堂（義大利語：Santa Maria di Montesanto）是意大利罗马市的两座教堂，都位于人民广场上，面对奧宙連城垣的东北门，即科尔索街在广场上的入口。这两座教堂由于外观非常相似，常被称为“双子”；但是它们确实在平面和外观细节部分有一些差异。
从广场看观看，这两座教堂界定了从人民广场发出的所谓“三叉路”：从左面开始是：巴布伊諾街（Via del Babuino）、科尔索街和里佩塔街（Via di Ripetta）。前两条街被圣山圣母堂分开，而后两条街被灵迹圣母堂分开。
这两座教堂的起源可以追溯到17世纪，此处是中世纪和文艺复兴时期从弗拉米尼亚大道（在市内称为拉塔街或科尔索街）进入罗马的主要入口。教宗亞歷山大七世委派建筑师卡洛·萊納爾迪设计科尔索街纪念碑式的入口。这个设计包括两座教堂，但是两个地块的不同形状迫使对方案进行大幅修改。
两座教堂都由Girolamo Gastaldi枢机资助，堂内有他的纹章。

## 圣山圣母堂
圣山圣母堂竖立在巴布伊諾街起点一同名教堂的遺址上，被加爾默羅會修士占据。圣山是指以色列的迦密山。赞助人是 Gerolamo Gastaldi枢机，现在的教堂始建于1662年7月15日，完成于1675年，1679年增建。教堂开始由拉依納爾迪设计建造，后来由济安·贝尼尼修改，最后由豐塔納（Carlo Fontana）完成。钟楼是18世纪增建。外部的圣徒雕塑也由贝尼尼设计。內部呈橢圓形，圓穹頂為十二角形。1825年，这座教堂被封为次级圣殿。  
1951年，蒙席建立了藝術家彌撒（Messa degli Artisti）的传统，从10月的最后一个主日到6月29日，每个主日举行一次弥撒在弥撒的结尾，为艺术家进行祈祷.

### 室内装饰
左侧的第一座小堂是
第二座小堂供奉，由拉依納爾迪设计，纪念1669年教宗克莱孟十一世封圣的加爾默羅會修女。天花板和祭台画《圣徒的奇迹》（1685）由Ludovico Gimignani所绘。 
第三座小堂是cappella Montioni。Monitoni 家族委托豐塔納的学生Tommaso Mattei进行设计。祭台画《圣母子、圣方济各和雅各伯》（1687）由Carlo Maratta完成。壁画Assumption由Giuseppe Chiari所绘。祭台上是Guelfo (1937–1997)的现代雕塑《艺术家的天使》。更衣所一度有Baciccia的壁画。
聖所装饰有 Filippo Carcani所绘的天使，并收藏有不可思议的15世纪祭台画《圣山圣母》，传统认为由1名11岁女孩所画。更衣所拱顶壁画描绘天使和基督受难器具，祭台画Deposition (c. 1600)的作者是Biagio Puccini。

## 灵迹圣母堂
灵迹圣母堂始建于1675年，完成于1681年。其平面为圆形，优雅的18世纪钟楼由Girolamo Theodoli设计，圓穹頂為八角形。内部有丰富的灰泥装饰，作者是贝尼尼的学生拉吉（Antonio Raggi）。Benedetto 和 Gastaldi枢机的纪念碑由豐塔納设计，他还设计了圆顶和灯。青铜半身像由Girolamo Lucenti完成。 
这座教堂得名于供奉於主祭台上的顯靈聖母聖像。右侧的第一座小堂供奉Bétharram圣母，得名于卢尔德附近的一个圣地，圣心会的发源地。这里有皮埃尔-奥古斯特·雷诺阿的 Madonna at Bétharram 的复制品。

### 引用
1. ↑  Prayer for the Artists. 的存檔，存档日期2008-01-01.

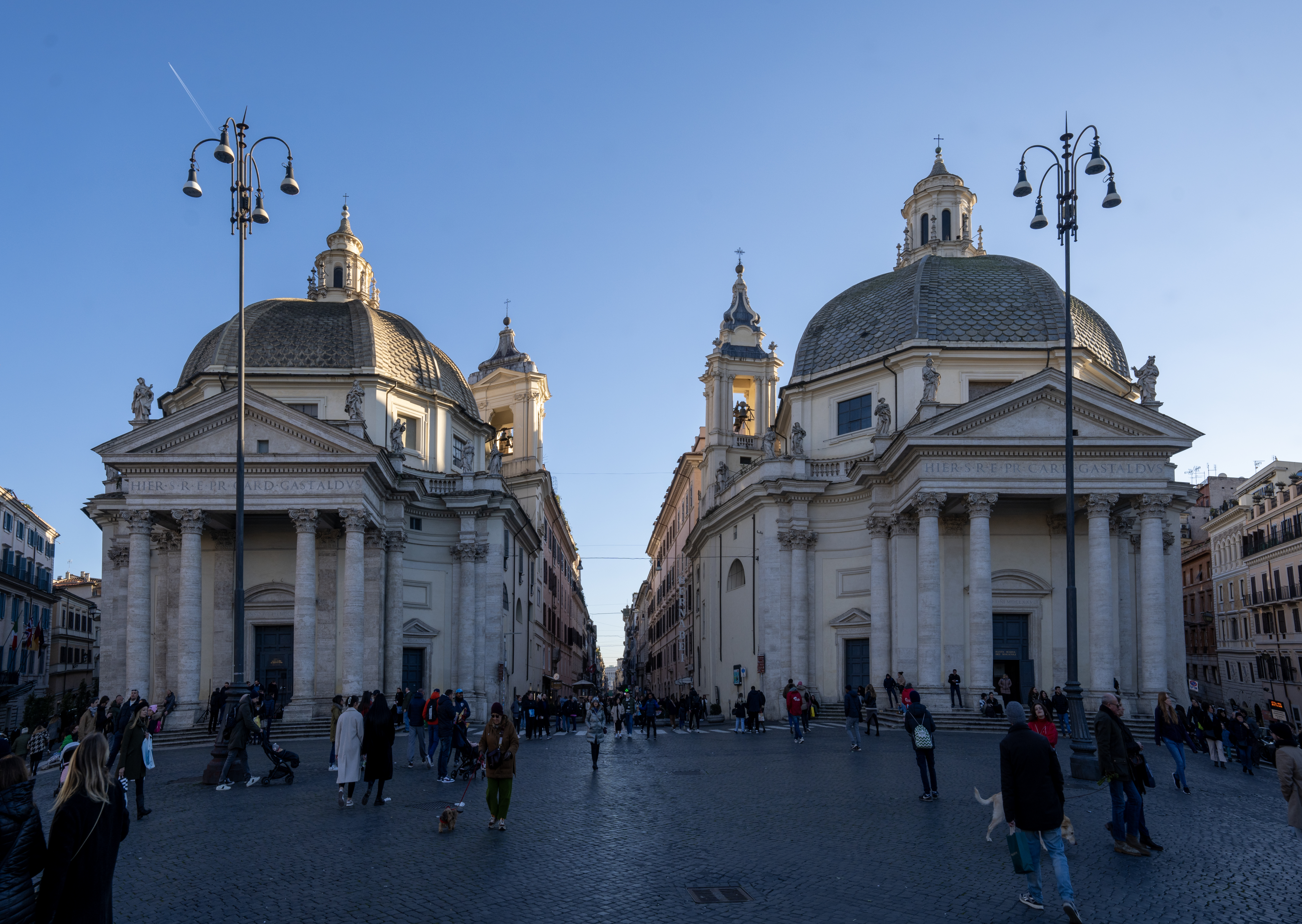
从人民广场看圣山圣母堂（左侧）和灵迹圣母堂（右侧）。科尔索街开始于两座教堂之间。尽管两座教堂非常相似，但是从图中还是可以看出小钟楼和圆顶略有差异

2. ↑  Homepage for Santa Maria in Montesanto.[永久]
3. ↑  Romecity entry （页面存档备份，存于）.
4. ↑  .   [2009-08-13]. （原始内容存档于2017-12-02）.

### 书籍
- Federico Gizzi, Le chiese barocche di Roma, 1998, Newton Compton, Rome.

41°54′35″N 12°28′36.25″E / 41.90972°N 12.4767361°E